# Jan Kazimierz Danysz
Jan Kazimierz Danysz (ur. 11 marca 1884 w Paryżu, zm. w listopadzie 1914 w okolicach Roubaix) – polski fizyk urodzony i wykształcony we Francji (obywatel francuski), syn Jana Danysza i ojciec Mariana Danysza, uczeń Pierre'a Curie i asystent Marii Skłodowskiej-Curie, twórca pierwszego spektrometru beta.

## Życiorys
Był synem Jana Danysza, znanego polskiego bakteriologa, pracownika Instytutu Pasteura, którego nazywano nieoficjalnym ambasadorem Polski. Syn skończył szkołę średnią w 1901 r., po czym uczył się w Ecole Municipale de Physique et de Chimie Industrielles (Szkole Fizyki i Chemii Przemysłowej), w której wykładał Pierre Curie. Szkoła  działała w pobliżu słynnej szopy, w której Maria i Pierre Curie w 1898 r. odkryli rad i polon; kontakt młodego Polaka z małżonkami Curie ułatwiał fakt, że byli oni związani ze środowiskiem polskiej emigracji. Otrzymał dyplom inżyniera w 1905 r. i został asystentem swojego nauczyciela. Już w 1906 r. została opublikowana pierwsza praca dotycząca jego badań (wykonanych w roku 1905) nad promieniotwórczym ołowiem otrzymanym ze smółki uranowej.
W kolejnych latach studiował na Wydziale Fizyko-Matematycznym paryskiej Sorbony. Po ukończeniu studiów w roku 1910 został asystentem Marii Skłodowskiej-Curie. W pierwszym roku pracy przygotowywał wszystkie doświadczenia prezentowane na jej wykładach. Pod wpływem Pierre'a i Marii Curie zajął się badaniem promieniowania beta. Stopień doktora nauk fizycznych uzyskał w 1913 r., na podstawie pracy nt. Recherches expérimentales sur les rayons beta de la famille du radium (Eksperymentalne badania na promieniowania beta rodziny radu).
Gdy w 1912 r. Towarzystwo Naukowe Warszawskie (TNW) rozpoczęło organizowanie Pracowni Radiologicznej w Warszawie, Maria Skłodowska-Curie zgodziła się objąć jej kierownictwo, równocześnie polecając J.K. Danysza na swojego zastępcę w Warszawie i Ludwika Wertensteina (drugiego ze swoich współpracowników) na asystenta. Obaj rozpoczęli pracę w Warszawie w roku 1913, a już w czerwcu 1914 r. opublikowano wyniki badań wykonanych w nowej jednostce. W 1914 był także wykładowcą Wydziału Przyrodniczego Towarzystwa Kursów Naukowych w Warszawie.
Wybuch I wojny światowej przerwał te prace. Młody kierownik Pracowni – jako obywatel francuski i oficer rezerwy armii francuskiej – został w sierpniu 1914 r. powołany do wojska. Zginął na froncie francuskim w listopadzie 1914 r. w okolicach Roubaix. Został pochowany 8 listopada koło Reims.

## Publikacje
Wykaz publikacji Jana Kazimierza Danysza opublikował w 1914 r. Ludwik Wertenstein:
- Sur le plomb radoactif extrait de la pechblende, C.R., nr 143, s. 232–234 (1906)
- Sur les rayons beta de la famille du radium, C.R., nr 153, s. 339–341; 1066–1068; Le Radium, nr 9, s. 1–5 (1912)
- wspólnie z J. Gőtzem; Sur le rayons beta de la radioactivité induite á évolution lente, Le Radium, t. 9, nr 6 (1912)
- Sur le ralentissement subi par les rayons beta lorsqu'ils traversent la matière, C.R., nr 154, s. 1502–104 (1912)
- wspólnie z W. Duanem; Sur les charges électriques transportées par les rayons alpha et beta, C.R., nr 155, s. 500–503 (1912)
- wspólnie z W. Duanem; Sur les charges électriques des rayons alpha et beta, Le Radium, nr 9, s. 417–421 (1912)
- wspólnie z W. Duanem; Electric Charges of Alpha and Beta-rays, American Journal of Science, t. 35 (4), s. 295–307 (1913)
- Sur les rayons beta des radiums B, C, D, E,  Le Radium t. 10
- Sur les rayons beta de la famille radium, Journ. de Physique, nr 3, s. 949–961 (1913)
- O radioaktywności i ciałach radioaktywnych, Gaz. Lek., Warszawa (II), nr 33, s. 1531–1536 (1913)
- O promieniach beta pierwiastków promieniotwórczych z grupy radu, Prace Mat-Fiz, nr 25, s. 1–10 (1914)
- wspólnie z L. Wertensteinem; Próba oddziaływania za pomocą promieni alfa na szybkość przemian promieniotwórczych, Spraw. T.N. W. III. nr 7, s. 546–555 (1914)
- wspólnie z L. Wertensteinem; O możliwości wywołania w polu magnetycznym anizotropii w wysyłaniu promieni alfa, Spraw. T.N. W. III. nr 7, s. 555–557 (1914)
- Tentative fainte pour influencer la vitesse des transformations radioactives par les rayons alpha, C.R., nr 161, s. 784–787 (1914)
- Ludwik Wertenstein, Ś.p.Jana Danysza praca ostatnia: Ładunek promieni beta RaB i RaC, Spraw. T.N. W. III. nr 9, s. 929–952 (1916)

## Odznaczenia
- Krzyż Kawalerski Legii Honorowej[1]

## Wspomnienia
Towarzystwo Naukowe Warszawskie zorganizowało 10 grudnia 1914 r. specjalne posiedzenie Wydziału III, na  którym wkład J.K. Danysza do fizyki światowej przedstawiali prof. Józef Boguski oraz najbliższy współpracownik – Ludwik Wertenstein, który powiedział m.in.:

Cechowała go mocna, żywiołowa potrzeba konkretnej twórczości, uderzała w nim świeżość uczuć szczerość i bezpośredniość; działalność naukowa nie zabijała w nim – jak to często bywa – życia wszechstronnego, była tylko zdrową funkcją duchową bogatej, harmonijnie rozwiniętej natury, a w życiu codziennym cechował go takt, miara i wdzięk w obejściu.

Z okazji 40-lecia śmierci J.K. Danysza Ignacy Stroiński (Katedra Chemii Jądrowej UJ przygotował artykuł biograficzny, który zakończył:

Postać Danysza trwale złączona jest z Pracownią Radiologiczną T.N.W., która w miarę skromnych możliwości finansowych na przestrzeni 25 lat swojej działalności (1914–1939) realizowała prace z dziedziny promieniotwórczości, tak wspaniale rozpoczętej przez naszą największą uczoną, Marię Skłodowską-Curie. Jego dzieło stanowi piękny udział w dorobku nauki polskiej.